# Scoriopsis
Scoriopsis is een geslacht van vlinders van de familie spanners (Geometridae), uit de onderfamilie Ennominae.

## Soorten
- S. infumata Warren, 1901
- S. nigrivenata Warren, 1906
- S. perfumata Dognin, 1914